# Liste der Brücken in Berlin/UV

## Erläuterung
- (Musterbrücke) = in Klammern gesetzt: namenlose Brücken.
- Musterbrücke = kursiv gesetzt: ehemalige Brücken. (Siehe ausführlich: Aufbau der Listen)

## U
| Name der Brücke                             | Ortsteil   | Anmerkungen und Bild | Lage   |
| ------------------------------------------- | ---------- | --- | ------ |
| Uhlandstraßenbrücke                         | Rosenthal  | Diese Brücke führt die Uhlandstraße über den Nordgraben. Am südlichen Ende liegt die Brücke auf Wilhelmsruher Gebiet, aber nach der amtlichen Karte 1:5000 gehört die gesamte Brücke zum Ortsteil Rosenthal. Sie hat eine Länge von 40 Meter bei einer Breite von 10 Metern mit einer zweispurigen Straße mit Gehwegen. Von der Straße ist der tiefeingesenkte Nordgraben durch die Büsche auf jeder Straßenseite nicht zu erkennen. Die Brücke selbst besteht aus einem tiefliegenden Durchlass mit eigentlicher Brückenfunktion und dem aufliegenden Teil der letztlich die Straße mit ihrem Belag aufnimmt. Im amtlichen Verzeichnis trägt das Bauwerk die Bezeichnung Uhlandstraßenbrücke. | Karten |
| Unterbaumbrücke                             | Mitte      | Umgebung der Unterbaumbrücke (am Schönhauser Graben) bis Laufbrücke in Berliner Stadtteil Dorotheenstadt, Vorgängerbrücke der Kronprinzenbrücke | Karten |
| Untere Freiarchenbrücke                     | Tiergarten | Die Untere Freiarchenbrücke ist eine Fußgängerbrücke über den Schleusenkanal des Landwehrkanals im Großen Tiergarten. Sie führt vom Gartenufer am Zoologischen Garten zur Schleuseninsel an der Unterschleuse und bildet gemeinsam mit der benachbarten Unteren Schleusenbrücke einen Zugang zum Park. Die ursprüngliche Brücke aus den Jahren 1940/41 wurde 1998/99 durch eine fast 23 Meter lange und vier Meter breite Stahlkonstruktion ersetzt, die die Durchfahrtshöhe für Schiffe von 3,50 auf vier Meter erhöhte. Arche ist eine Altdeutsche Bezeichnung für Schleuse (aus lat. Arche = in etwa schiffähnlicher Kasten).                                                               | Karten |
| Untere Schleusenbrücke                      | Tiergarten | Die Untere Schleusenbrücke ist eine Fußgängerbrücke über den Flutgraben des Landwehrkanals im Großen Tiergarten. Sie führt vom Park zur Schleuseninsel an der Unterschleuse und gemeinsam mit der benachbarten Unteren Freiarchenbrücke zum Parkausgang am Gartenufer des Zoologischen Gartens. (Der Brückenname wird oft mit der hinterliegenden, namenlosen Eisenbahnbrücke verwechselt.) | Karten |
| (U-Bahnbrücke) über die Straße Alt-Biesdorf | Biesdorf   | Mit der Verlängerung der U-Bahn-Linie 5 über die Station Tierpark hinaus bis nach Hönow entstand 1986 diese Brücke auf drei Betonstützen über Alt-Biesdorf. Sie ist rund 42 m lang und etwas mehr als 6 m breit. | Karten |
| (U-Bahnbrücke) über den Wacholderweg        | Westend    | Vom Wacholderweg führt unter der U-Bahn ein Fußgängertunnel zur Rominterallee. | Karten |
| (U-Bahnbrücke) über die Rominter Allee      | Westend    | In der Nähe des Bahnhofes Ruhleben wird die Rominterallee von der U-Bahn überquert. | Karten |

## V
| Name der Brücke      | Ortsteil    | Anmerkungen und Bild | Lage   |
| -------------------- | ----------- | --- | ------ |
| Victoriabrücke       | Tiergarten  | Ehemalige Brücke über den Landwehrkanal, siehe: Potsdamer Brücke; das historische Foto von 1900 zeigt links die Potsdamer Brücke und rechts die Victoriabrücke. | Karten |
| Viktoriaparkbrücke   | Kreuzberg   | Die Fußgängerbrücke führt im Viktoriapark einen Weg über den Nebenarm des künstlichen Wasserfalls, der ab 1888 auf dem Kreuzberg angelegt wurde. Die 8,84 m lange und 5,14 m breite Rundbogenbrücke wurde um 1890 fertiggestellt. Das Gewölbe hat einen Radius von r = 3,20 m und besteht wie die Flügel aus Mauerwerk. Die Bauhöhe beträgt im Scheitelpunkt 0,69 m, die Grundrissfläche 45,53 m². Die kunstschmiedeeisernen Geländer sind zwischen 1,05 m hohen Abschlusspfeilern angebracht. Die Abschlusspfeiler und die Gesimsplatten sind aus rotem Sandstein gefertigt. Der Architekt und die Baufirma sind nicht bekannt. Brücken-Nr.: 676.                                                            | Karten |
| Victoriabrücke       | Wannsee     | Im Park Klein-Glienicke führt die Victoriabrücke über eine Erosionsrinne. | Karten |
| Volksparksteg        | Wilmersdorf | Der Volksparksteg ist eine Fußgänger- und Radfahrerbrücke über die Bundesallee. Er stellt eine konfliktfreie Kreuzungsmöglichkeit der vielbefahrenen Bundesallee im Verlauf des Grünzuges Volkspark Wilmersdorf dar. Die stählerne, 64 m lange Schrägseilbrücke wurde 1971 gebaut und ist in einen 36,40 m hohen A-Pylon eingehängt. | Karten |
| Von-der-Heydt-Brücke | Tiergarten  | Ehemalige Brücke über den Landwehrkanal, Vorgängerbrücke der 1957/58 neu erbauten Bendlerbrücke. Das Bauwerk war mit zwei Skulpturen (Nixen und Tritone) von Ernst Herter geschmückt, die 1901 in Bronze fertig gegossen wurden. Im Zweiten Weltkrieg, 1944 wurden sie als Metallspende des deutschen Volkes zu Kriegszwecken eingeschmolzen. Das Bauwerk wurde nach Kriegsendedurch einen Neubau ersetzt. Der Name der Brücke nahm Bezug auf August von der Heydts, der am Landwehrkanal eine Villa besessen hatte. Diese dient seit Ende des 20. Jahrhunderts als Sitz des Präsidenten und der Hauptverwaltung der Stiftung Preußischer Kulturbesitz. – Das historische Foto zeigt die Brücke im Jahr 1896. | Karten |